# Kasachische Sprache
Die kasachische Sprache (kasachisch қазақ тілі, қазақша Qasaq tili, qasaqscha; قازاق ءتىلى, قازاقشا qazaq tili, qazaqşa, IPA: [qɑzɑq tɪlɪ]) ist eine Turksprache, die dort zur kiptschakischen Untergruppe gehört. Kasachisch ist Amtssprache in Kasachstan sowie in angrenzenden Regionen Russlands und Chinas. Weitere bedeutende Sprecherzahlen gibt es in Usbekistan und der Mongolei. Das Kasachische verwendet das kyrillische Alphabet, bis 2031 soll jedoch eine Umstellung auf Lateinisch stattfinden.

## Klassifikation
Genetisch gehört das Kasachische zur Sprachfamilie der Turksprachen, die ihrerseits oft zu den von manchen als Sprachbund, von anderen zu den als übergeordnete Sprachfamilie betrachteten altaischen Sprachen gezählt wird. Innerhalb der Turksprachen wird es zur Kyptschak-Gruppe (den westtürkischen Sprachen) gerechnet, zu der darüber hinaus unter anderem das Tatarische, Baschkirische und Karakalpakische gehören. Es ist auch eng mit dem südöstlich benachbarten Kirgisischen verwandt, das eine Übergangsstellung zwischen der Kyptschak-Gruppe, der uighurischen (osttürkischen) Gruppe und dem Altaischen der Altai-Region einnimmt. (Siehe auch den Abschnitt „Wortgleichungen der Turksprachen“ im Artikel „Turksprachen“.)

## Sprecherzahl und Dialekte
Von den fast 8,2 Millionen Kasachen der damaligen UdSSR gaben 1989 rund 7,9 Millionen Kasachisch als Muttersprache und 40.606 als Zweitsprache an; von den Minderheiten beherrschten nur 1,6 % die Landessprache.
Kasachisch wurde in den 1990er Jahren in Kasachstan von 6,6 Millionen Menschen gesprochen und ist dort auch Staatssprache. Russisch gilt aufgrund der großen russischsprachigen Minderheiten weiterhin als zweite Verwaltungssprache des Landes.
In Usbekistan sprechen 808.227, in Russland 37.318, in Tadschikistan 11.376 Menschen Kasachisch.
Ferner leben 1,1 Millionen Kasachen in der Volksrepublik China (1991) und dort allein 607.000 in Xinjiang. In der Mongolei gaben (1991) 100.000 Menschen Kasachisch als Muttersprache an. 1982 waren 3000 Kasachen im Iran und 2000 in Afghanistan ansässig. Aber auch in der Türkei gaben 1982 etwas über 600 Menschen die kasachische Sprache als Muttersprache an.
Das Kasachische lässt sich in drei Dialektgruppen gliedern, die ungefähr den drei historischen Stammesverbänden der Kasachen entsprechen: Nordost-Kasachisch wird im traditionellen Gebiet der Mittleren Horde im zentralen und nordöstlichen Kasachstan gesprochen. Es bildet die Hauptgrundlage der modernen kasachischen Schriftsprache. Das West-Kasachische, das eng mit dem Nogaischen verwandt ist, wird im traditionellen Gebiet der Kleinen Horde im Westen Kasachstans und im angrenzenden Turkmenistan gesprochen. Den dritten Dialekt bildet das Süd-Kasachische, das im traditionellen Gebiet der Großen Horde im Süden Kasachstans, im angrenzenden Teil Usbekistans und im Sinkiang gesprochen wird.
Bis in die 1920er Jahre wurde das Kasachische von den Russen (und den übrigen Europäern) meist als Kirgisisch oder auch als Kasak-Kirgisisch oder Kasak-Tatarisch bezeichnet und nicht immer von der eng mit ihr verwandten kirgisischen Sprache unterschieden. Der Wortschatz des Hochkasachischen wurde in den 1930er Jahren mit zahlreichen Ableitungen aus dem Aserbaidschanischen angereichert. Das war teils dadurch bedingt, dass viele Angehörige der kasachischen Intellektuellenschicht ihre Hochschulausbildung an der 1919 gegründeten Universität Baku oder an der Universität Gəncə bekommen haben. Die ersten nationalen Universitäten erhielt Kasachstan erst in den 1930er Jahren.

## Entwicklung der Schriftsprache
In der Zeit vom 13. Jahrhundert bis zum 15. Jahrhundert diente den Vorfahren der Kasachen das Alt-Tatarische als Schriftsprache, da sich ihre Siedlungsgebiete im Bereich der Goldenen Horde befanden. Im 15. Jahrhundert wurde das Alt-Tatarische durch Tschagataisch abgelöst. Beide Sprachen wurden mit arabischen Schriftzeichen niedergeschrieben.
Im 18. Jahrhundert begannen die Kasachen, auch die eigene Sprache – damals noch als „Kasak-Kirgisisch“ bezeichnet – in dieser Schrift zu verfassen, und es herrschte (wie überall in Zentralasien) verbreitet Zweisprachigkeit: Tschagataisch für den übergreifenden Verkehr und „Kirgisisch“ für den privaten Bereich.
1929 übernahmen die Kasachen das „Neue Turksprachige Alphabet“.
| A | В | C | Ç | D | E | Ə | G | Ƣ | H | I | J | K | L | M | N | Ꞑ | O | Ө | P | Q | R | S | T | U | V | Y | Z | Ь |
| a | в | c | ç | d | e | ǝ | g | ƣ | h | i | j | k | l | m | n | ꞑ | o | ɵ | p | q | r | s | t | u | v | y | z | ь |

1941 wurde die Lateinschrift durch ein Alphabet auf Grundlage der russischen bzw. kyrillischen Schrift ersetzt.
| А | Ә | Б | В | Г | Ғ | Д | Е | Ж | З | И | Й | К | Қ | Л | М | Н | Ң | О | Ө | П | Р | С | Т | У | Ұ | Ү | Ф | Х | Һ | Ц | Ч | Щ | Ъ | Ы | І | Ь | Э | Ю | Я |
| а | ә | б | в | г | ғ | д | е | ж | з | и | й | к | қ | л | м | н | ң | о | ө | п | р | с | т | у | ұ | ү | ф | х | һ | ц | ч | щ | ъ | ы | і | ь | э | ю | я |

Die moderne kasachische Schriftsprache wurde erst 1936/37 geschaffen, als die Sowjetunion die „Autonome Kirgisische Republik“ auflöste und u. a. die „Kasachische SSR“ schuf. Damit wurde Kasachisch von Amts wegen zur Staatssprache der Kasachischen SSR erklärt. Als zweite Sprache des Landes diente – wie in den anderen Sowjetrepubliken auch – das Russische, um mit Bewohnern kommunizieren zu können, die nicht des Kasachischen mächtig waren.
In China, im Iran und in Afghanistan wird Kasachisch nach wie vor mit einem arabisch-persischen Alphabet geschrieben.
Anfang der 1990er Jahre vereinbarten die Staaten Zentralasiens und des Kaukasus, in denen Turksprachen gesprochen werden, für ihre Amtssprachen eine auf dem „neuen türkischen Alphabet“ basierende Form des lateinischen Schriftsystems einzuführen. Für das Kasachische und das eng verwandte Kirgisische wurde durch eine kasachisch-kirgisische Kommission ein lateinisches Alphabet auf dieser Grundlage ausgearbeitet. Dieses wurde vom kasachischen Präsidenten am 6. Januar 1998 der Öffentlichkeit vorgestellt. Doch wurde dieses Lateinalphabet bis jetzt nicht zur amtlichen Schreibweise erklärt. So wird in Kasachstan noch am kyrillischen Alphabet festgehalten, was zum Teil mit der im Land lebenden russischen Minderheit erklärt wird. Lediglich die kasachische Nachrichtenagentur führte für ihre Internetseite am 16. April 2004 parallel zur kyrillischen auch diese lateinische Schreibweise ein, was vor allem den im Ausland in Ländern mit lateinischer Schrift lebenden Kasachen zugutekommen soll. Die Einführung des lateinischen Alphabetes wurde von Nursultan Nasarbajew im Dezember 2012 schließlich für 2025 angekündigt und 2017 durch eine entsprechende Verordnung verbindlich beschlossen, die 2018 und 2019 modifiziert wurde. Ende Januar 2021 verkündete die Regierung Kasachstans Pläne für eine Übergangsphase für die Umstellung bis 2031.